# Contea di Gaochun
La contea di Gaochun è una contea dello Jiangsu, in Cina. È sotto l'amministrazione della città di Nanchino.